# شعير مخرزي غريفي
شعير مخرزي غريفي (الاسم العلمي:Hordeum grevisubulatum) هي نوع نباتي يتبع جنس الشعير من الفصيلة النجيلية.  